# Arthur Vollmer

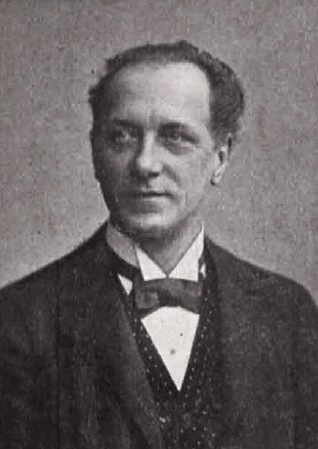
Arthur Vollmer 1899

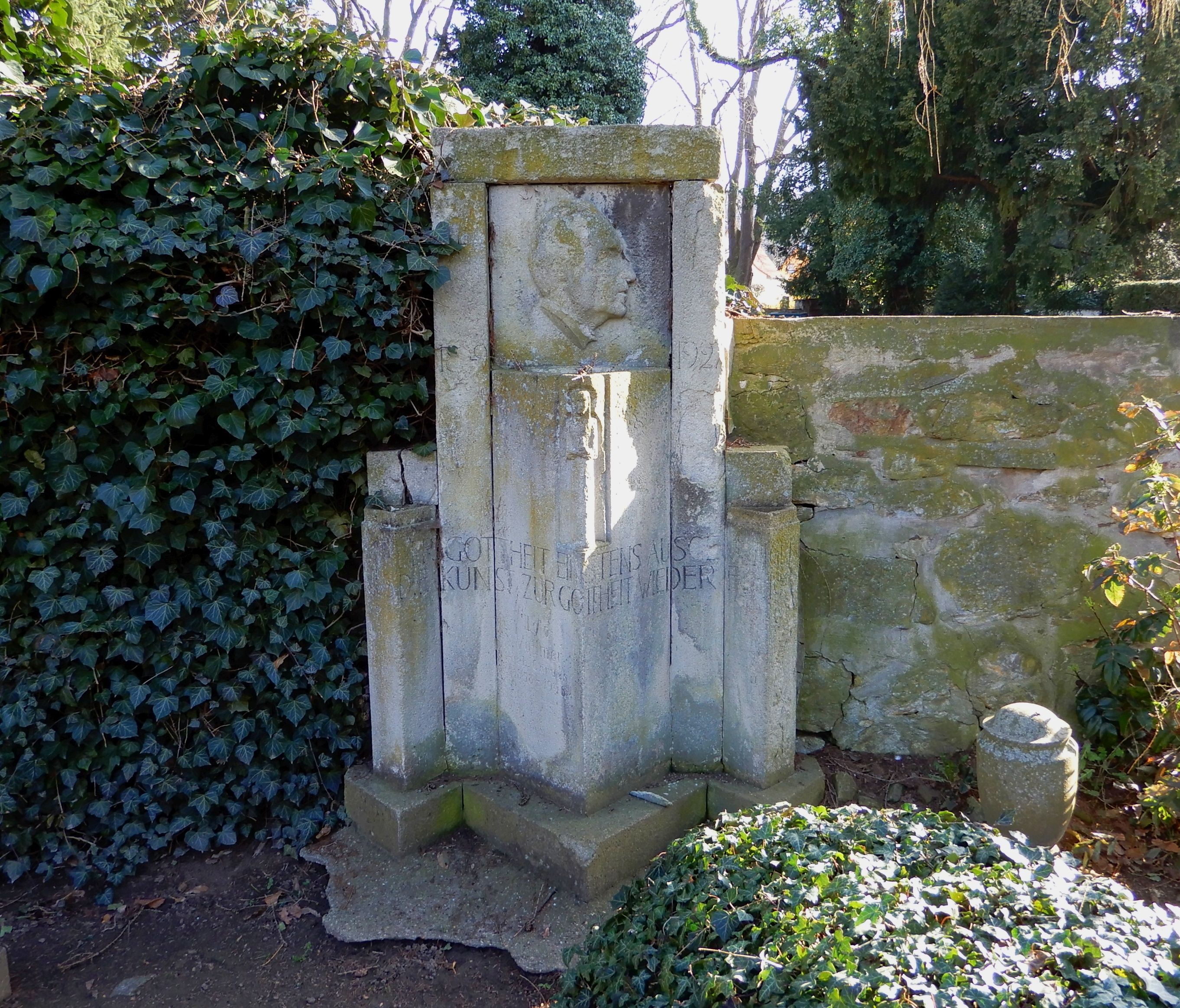
Grabmal auf dem Friedhof Ballenstedt

Arthur Vollmer (* 2. März 1849 in Königsberg i. Pr.; † 12. April 1927 in Ballenstedt) war ein deutscher Schauspieler.

## Leben
Vollmer, Sohn der Schauspieler Theodor Vollmer (1817–1899) und Marie von Marra, studierte Musik am Konservatorium Leipzig. Nach dem Examen begann er eine Bühnenlaufbahn. Dem ersten Auftritt 1869 am Theater in Speyer folgten Engagements in Zweibrücken, Neustadt, Hof (Saale) und Bayreuth. Er spielte Friedrich Schillers Don Carlos, Ferdinand, Konradin und Max Piccolomini. Seine Begabung als Charakterkomiker wurde in der Posse Der reisende Student zufällig entdeckt. Nach dem Theater Gera kam er 1870 an das Deutsche Theater Prag. An das Berliner Hoftheater empfohlen, wurde er 1874 an das Berliner Schauspielhaus berufen. Mit der Förderung durch Max Grube gewann er nicht nur als Komiker, sondern auch als Komponist und Dirigent breite Anerkennung. Mit Adalbert Matkowsky und Arthur Kraußeneck bildete er das ostpreußische Dreigestirn der Berliner Schauspieler. Theodor Fontane bewunderte ihn.

„Er ist das weitaus reichste Talent, das wir in diesem Augenblick an der königl. Bühne besitzen. Ein wirklicher Schauspieler, ein wirklicher Künstler. Im Publikum glaubt man, er sei dazu da, die Leute lachen zu machen, aber wie wenig werden ihm die gerecht, die nur darin seine Kunst erblicken. Gewiß hat er eine sehr bedeutende komische Art, aber weit über den bloßen Komiker hinaus ist er ein Charakteristiker. In jeder Rolle (und in der Regel was für Rollen!) ist er ein anderer. Er schafft beständig neue Gestalten und läßt seine Persönlichkeit, wenn die zu erschaffende Gestalt dies erheischt, in seinen Gefilden untergehen.“

Die Arthur Vollmer Sammlung ist in der Akademie der Künste in Berlin erhalten.

## Schüler
- Hans Wassmann